# Ray Parlour
Raymond Parlour známý více jako Ray Parlour (* 7. března 1973, Romford, Anglie, Spojené království) je bývalý anglický fotbalový záložník a reprezentant.

## Klubová kariéra
- Arsenal FC (mládež)
- Arsenal FC 1992–2004
- Middlesbrough FC 2004–2007
- Hull City AFC 2007
- Wembley FC 2012

## Reprezentační kariéra
Ray Parlour nastupoval v anglickém mládežnickém výběru U21.
V A-mužstvu Anglie debutoval 27. 3. 1999 v kvalifikačním utkání v Londýně proti reprezentaci Polska (výhra 3:1). Celkem odehrál v letech 1999–2000 za Albion (anglický národní tým) 10 zápasů, branku nevstřelil. Nezúčastnil se žádného významného šampionátu (evropského či světového).